# Ільченкове (село)
І́льченкове — село в Україні, у Токмацькій міській громаді Пологівського району Запорізької області. Населення становить 22 осіб. До 2020 орган місцевого самоврядування — Новопрокопівська сільська рада.
Село тимчасово окуповане московськими загарбниками 3 березня 2022 року в ході рашистського вторгнення в Україну.

## Географія
Село Ільченкове розміщений на відстані 1 км від сіл Солодка Балка та Новопрокопівка. По селу протікає пересихаючий струмок із загатою. Через село проходить автомобільна дорога Т 0408.

## Історія
- 1869 — дата заснування.
- 12 червня 2020 року, відповідно до розпорядження Кабінету Міністрів України № 713-р «Про визначення адміністративних центрів та затвердження територій територіальних громад Запорізької області», увійшло до складу Токмацької міської громади[1].
- 19 липня 2020 року, у результаті адміністративно-територіальної реформи та ліквідації Токмацького району, село увійшло до складу Пологівського району[2].

## Населення

### Мова
Розподіл населення за рідною мовою за даними перепису 2001 року:
| Мова       | Кількість | Відсоток |
| ---------- | --------- | -------- |
| українська | 156       | 92.31%   |
| російська  | 13        | 6.69%    |
| Усього     | 169       | 100%     |